# Praça de Batalha

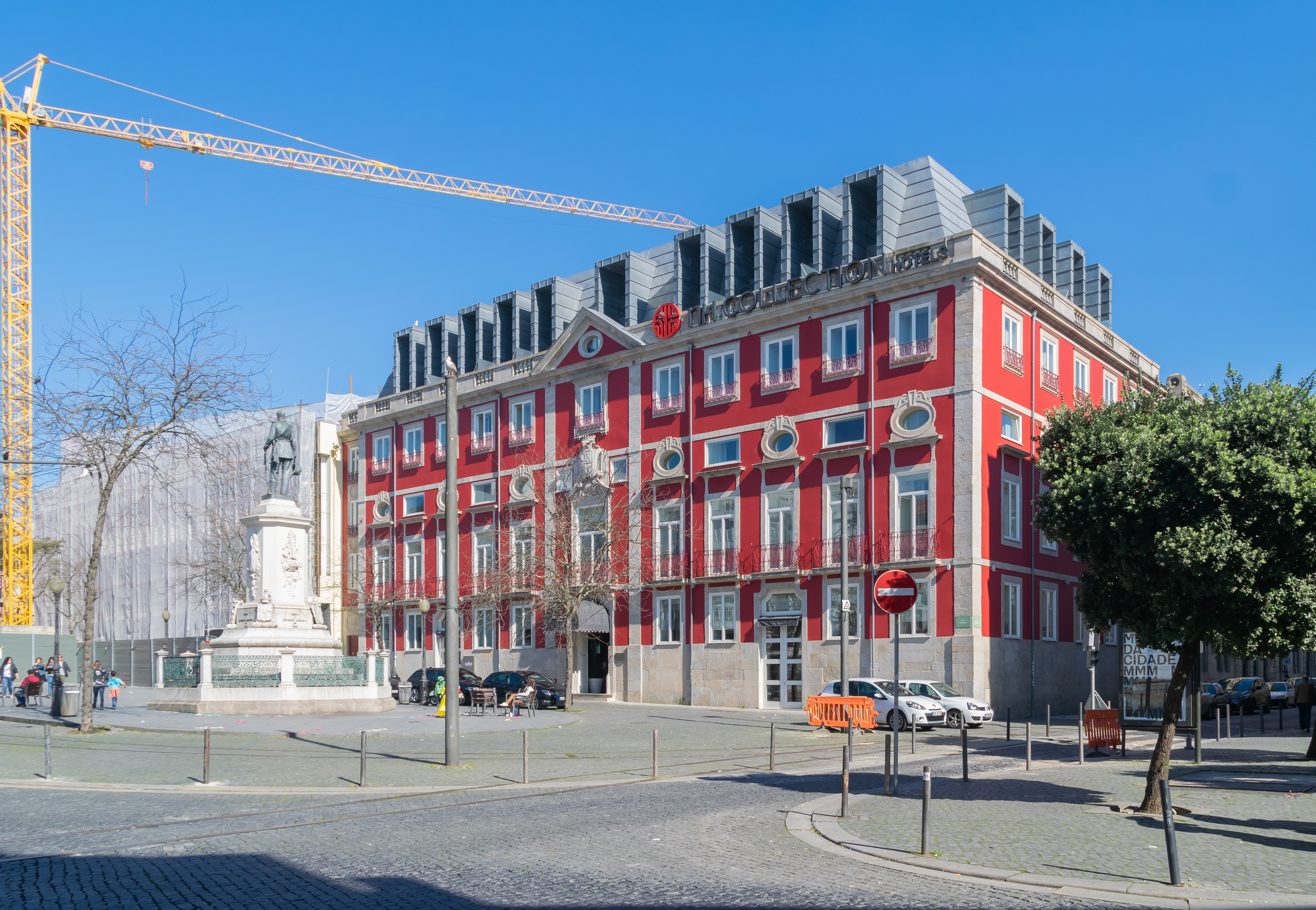
Le palais de Batalha (hôtel NH Collection Porto Batalha) et la statue du roi Pierre V ; au fond à gauche, le cinéma Batalha en cours de rénovation.

La Praça de Batalha est une place située dans le centre historique de Porto, au Portugal.

## Situation
La place de Batalha se trouve dans la partie orientale du centre historique. À l'extrémité nord de la place commence la Rua de Santa Catarina, une des rues commerciales les plus animées de la ville ; du même endroit, la Rua de 31 de Janeiro descend vers la gare de São Bento. Deux voies conduisent au nord-est vers la Praça dos Poveiros, place largement occupée par des restaurants et cafés avec terrasses prisés de la population locale plutôt que des touristes : la Rua de Santo Ildefonso quitte la Praça de Batalha entre l'église Saint-Ildefonse et le cinéma Batalha, tandis que la Rua de Entreparedes (continuée par la Rua do Campinho) commence au coin du Palácio da Batalha. Au sud, la Rua de Alexandre Herculano permet de rejoindre le Ponte do Infante et la Rua de Augusto Rosa mène vers le quartier des Guindais et les escaliers et rues en pente qui descendent jusqu'à la rive du Douro au niveau du pont Dom-Luís. Par les petites rues derrière le théâtre São João on peut se rendre à la cathédrale.

## Histoire
Selon la tradition, son nom ferait référence à une bataille sanglante qui aurait opposé à cet endroit au Xe siècle les habitants de Porto aux Arabes menés par Almanzor, bataille qui se termina par la victoire des Arabes qui pillèrent et rasèrent la ville.
Au coin sud-ouest de l'actuelle place se trouvait la Porta do Cimo de Vila, à l'angle nord-est des murailles ferdinandines. À proximité, il y avait la chapelle de Nossa Senhora da Batalha. C'est au XVIIIe siècle que le rempart fut abattu à ce niveau et que le quartier fut remodelé.

## Description
La place a une forme allongée, avec un coude au milieu : tandis que la partie sud est orientée vers le nord-ouest, la partie nord est orientée vers le nord-est.
Plusieurs édifices intéressants bordent cette place :
- Au sud-ouest, se trouve le Teatro Nacional São João ; le premier théâtre a été construit à la fin du XVIIIe siècle et a été détruit en 1908 par un incendie ; il a été remplacé par le théâtre actuel, inauguré en 1920.
- Sur le côté oriental, le Palácio da Batalha date de la fin du XVIIIe siècle. Lors du siège de Porto (1832-1833), il sert d'hôpital et abrite des services du gouvernement libéral. Au XXe siècle, il est le siège de la poste centrale. En 2009, il a été acquis en vue d'y installer un hôtel de prestige.
- Dans le prolongement du palais vers le nord, le cinéma Batalha est une construction imposante, ouverte en 1947. Il a fermé en 2000 et a été utilisé par la suite pour des activités commerciales. En 2017, la municipalité a décidé de réhabiliter le bâtiment et d'en faire un lieu culturel autour du cinéma (Batalha Centro de Cinema (pt)), dont l'ouverture est prévue en 2022.
- À l'extrémité nord-est de la place et en position surélevée se dresse l'église Saint-Ildefonse, construite entre 1709 et 1739, à la façade couverte d'azulejos.

Dans la partie sud de la place, au niveau de l'entrée du palais de Batalha, s'élève une statue du roi Pierre V, œuvre de José Joaquim Teixeira Lopes (pt) (1866).

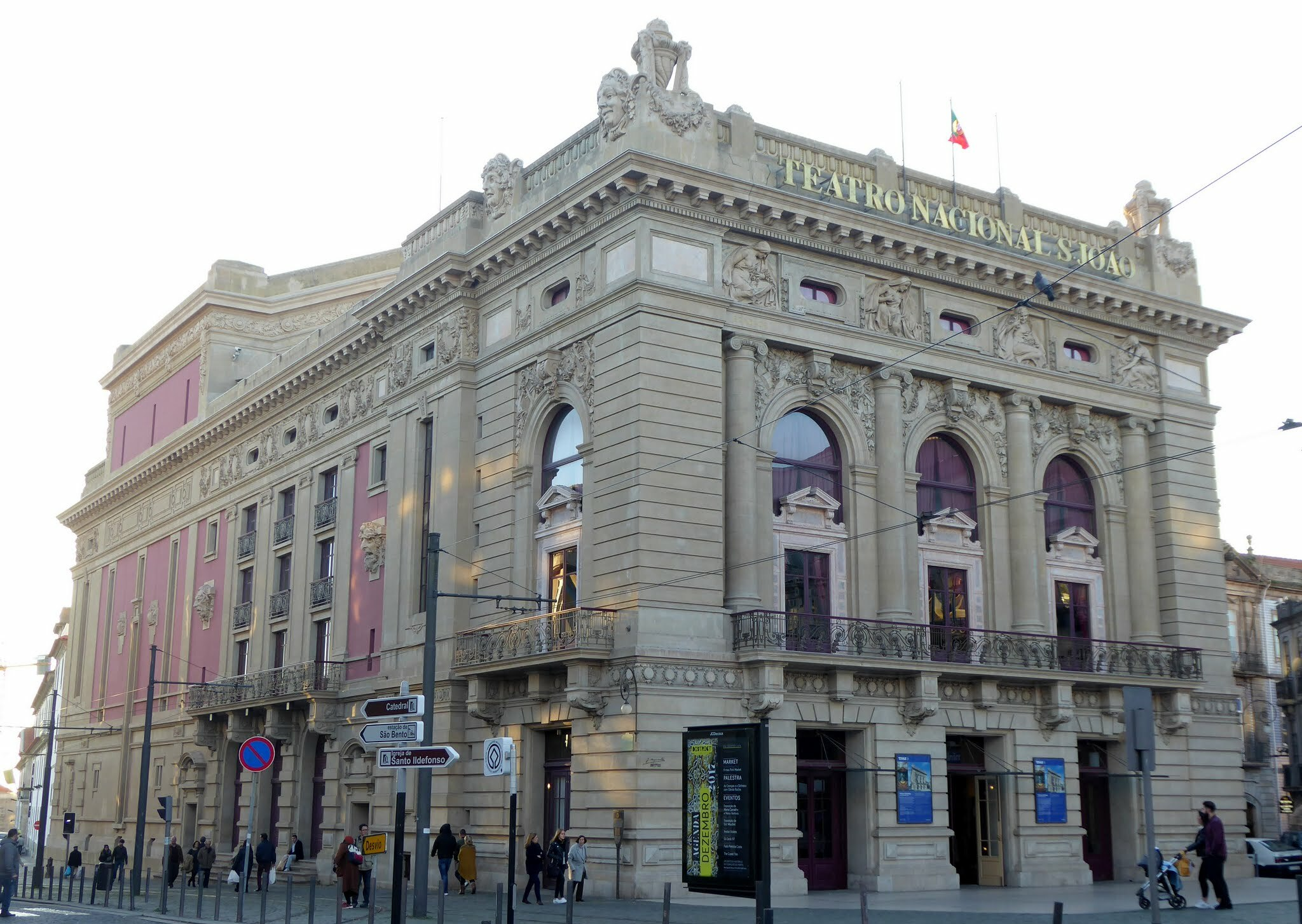
Teatro Nacional São João
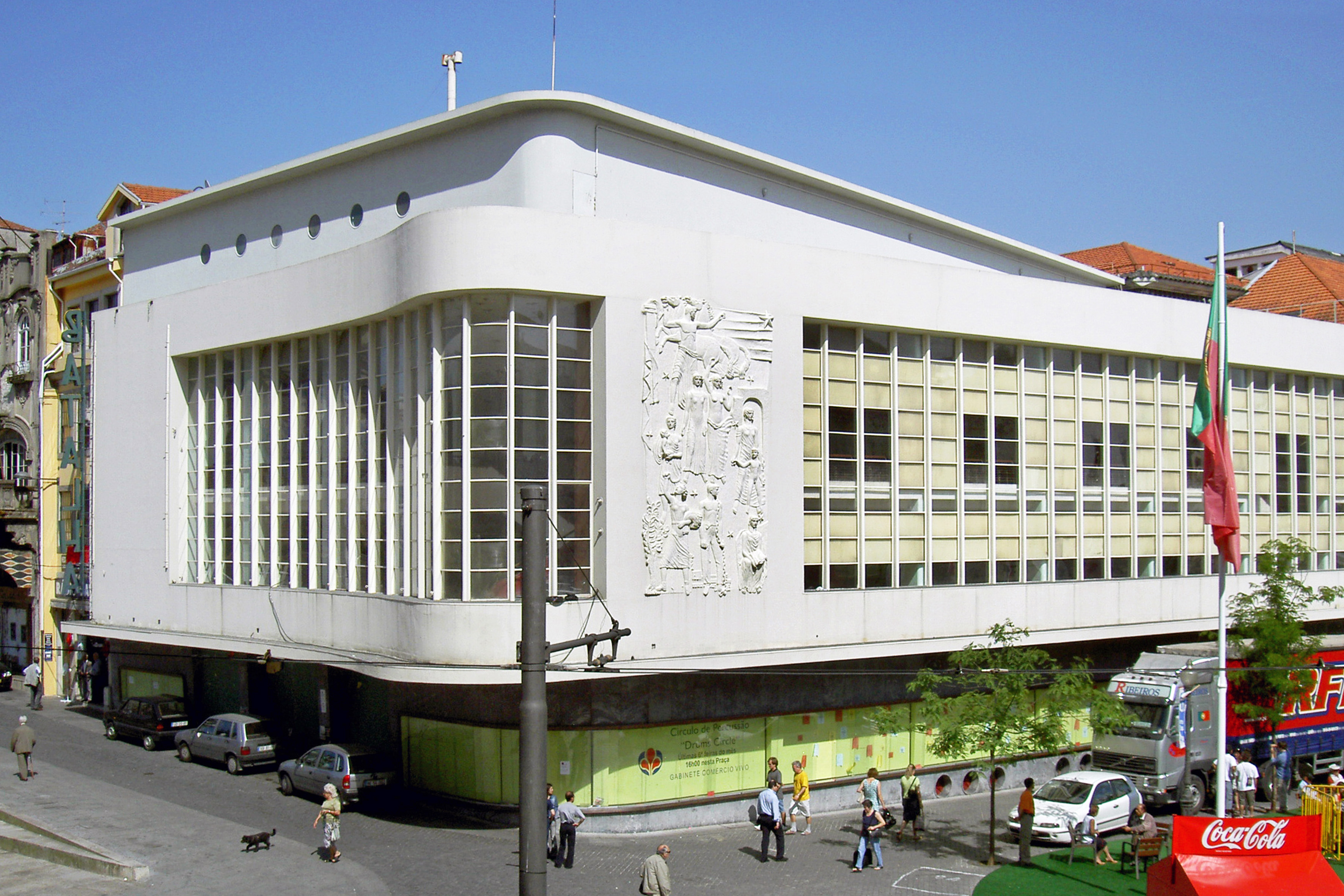
Cinéma Batalha
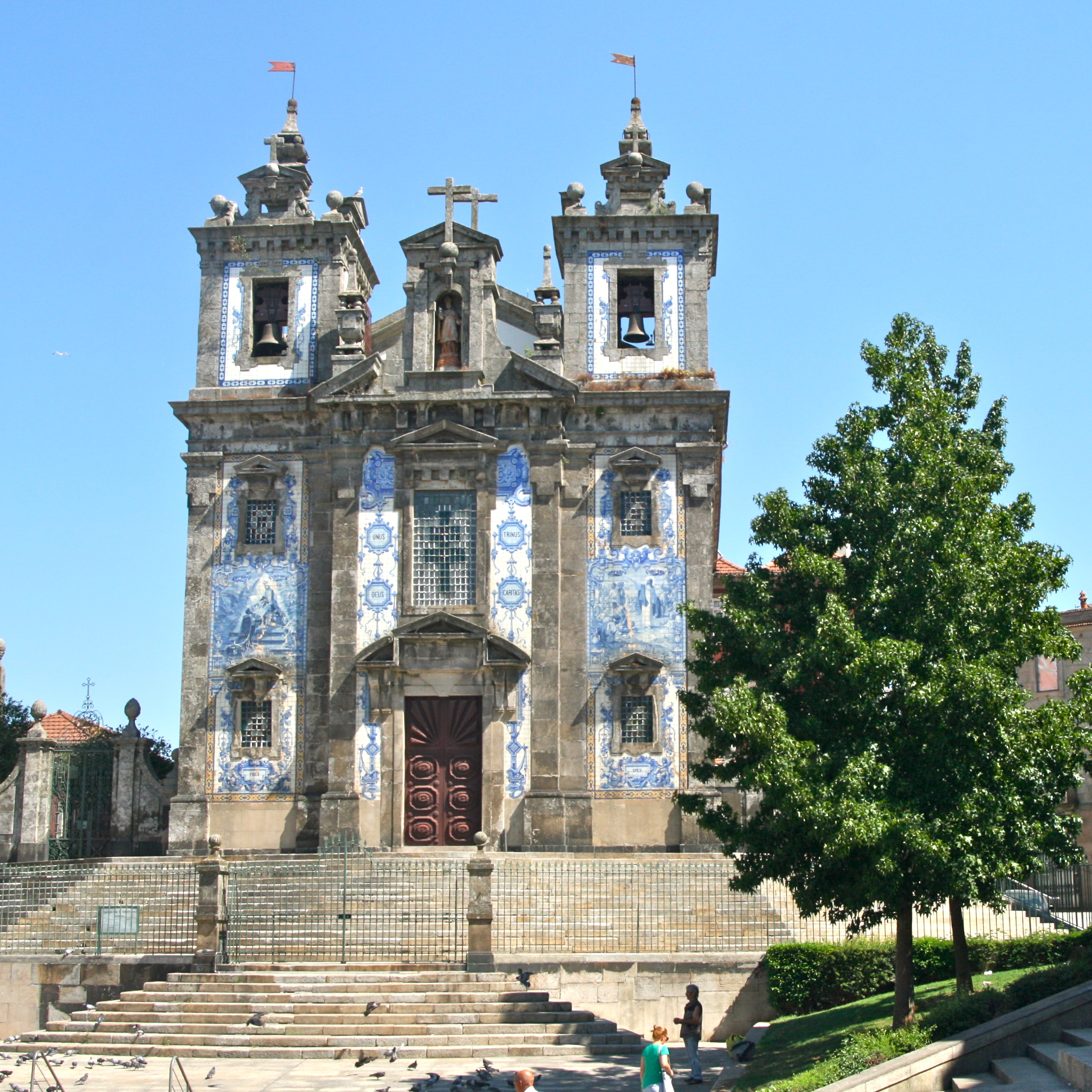
Façade de l'église Saint-Ildefonse
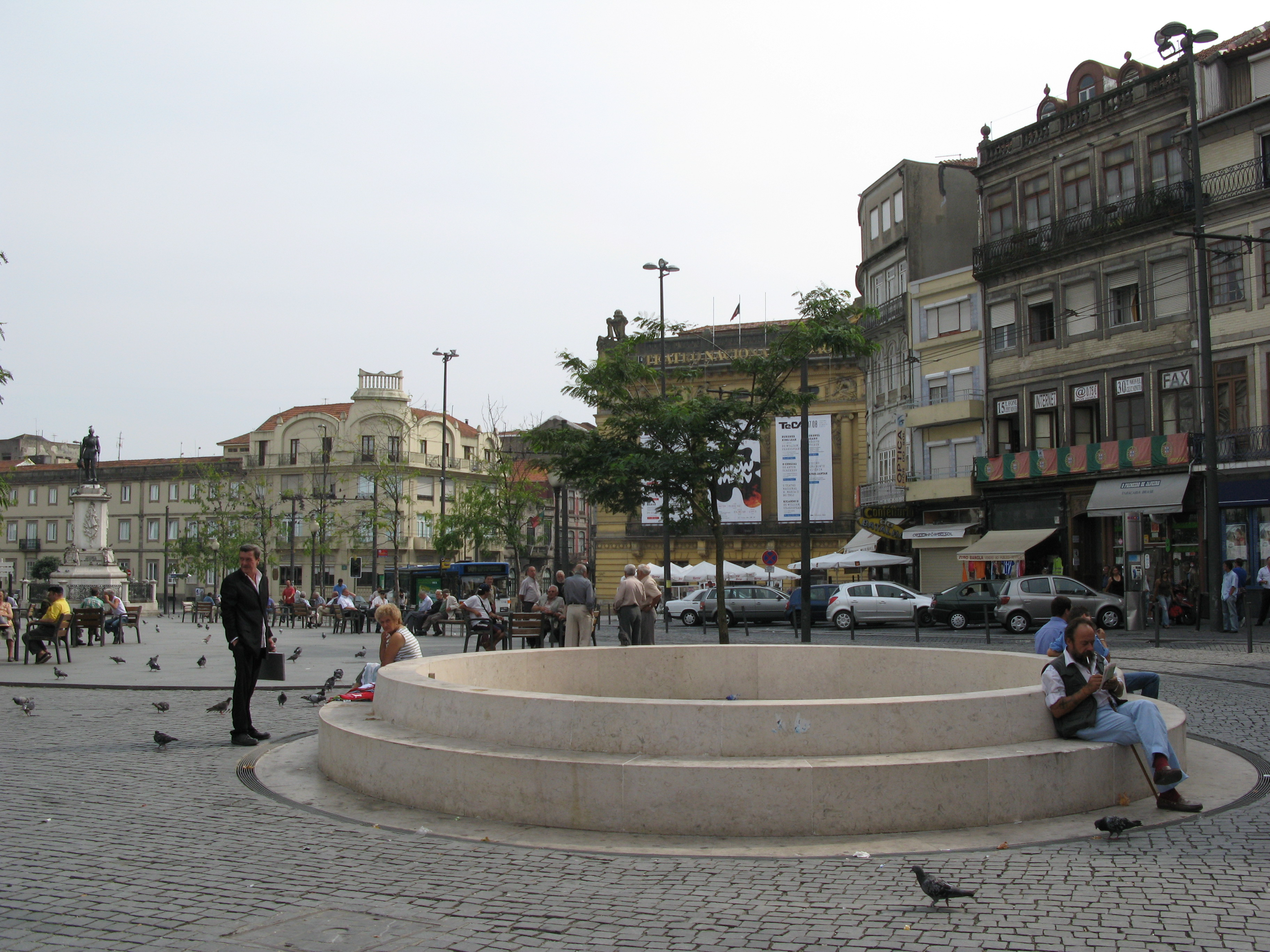
Partie sud de la place
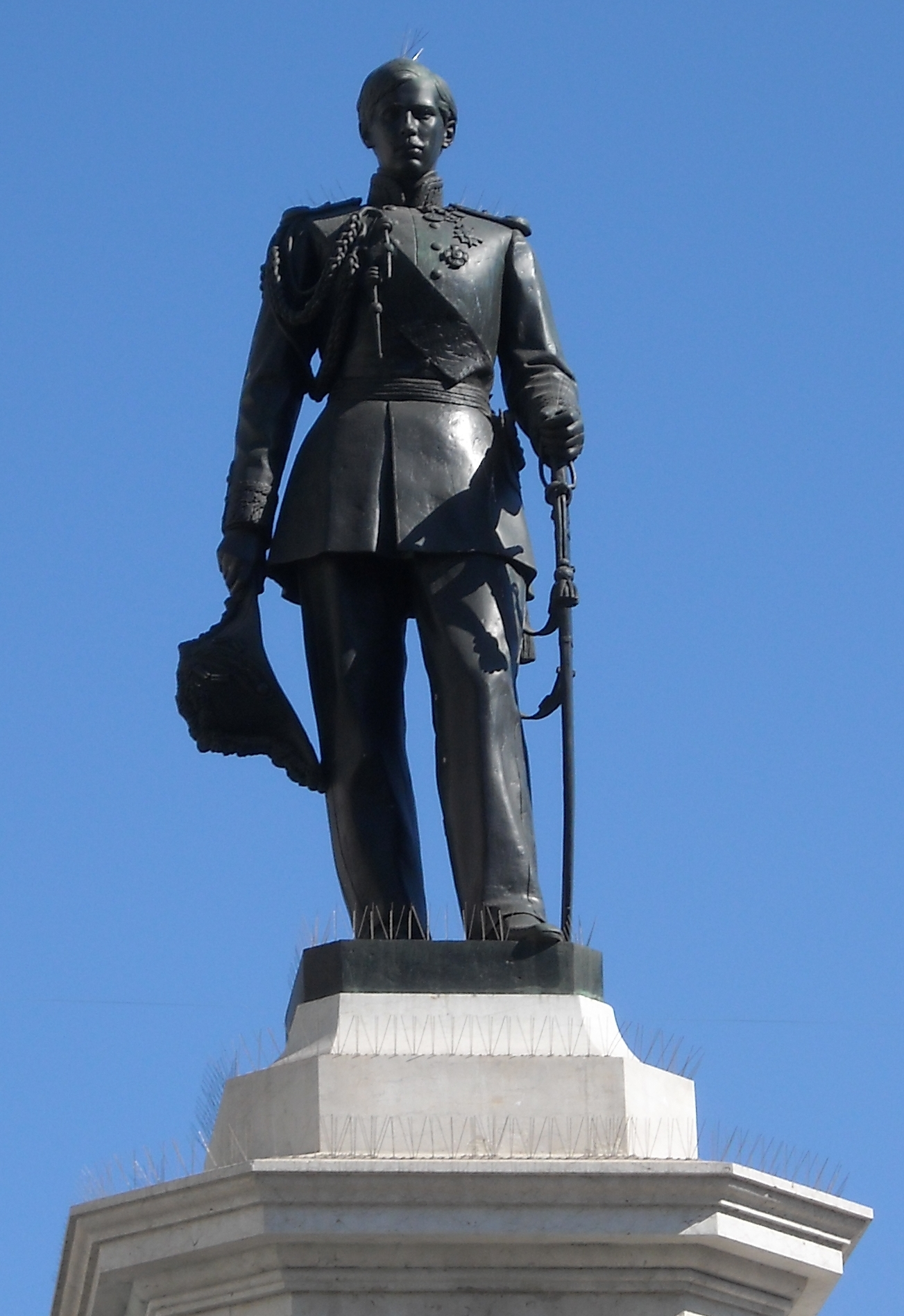
Statue de Pierre V